# Bulletin du Muséum national d'histoire naturelle
 (février 2025).
Le Bulletin du Muséum national d'histoire naturelle est la revue scientifique du Muséum national d'histoire naturelle, parue de 1981 à 1996.
Il remplace le Bulletin du Muséum d'histoire naturelle (1895-1906), lui-même remplacé par Adansonia en 1997.